# Lisa Appignanesi

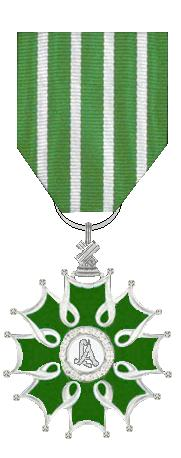
Insigne Arts et Lettres

Lisa Appignanesi (née Elżbieta Borensztejn à Łódź en Pologne, le 4 janvier 1946), est une femme de lettres et historienne d'origine canadienne-britannique.
Ex-présidente du PEN club en Grande-Bretagne, elle est une écrivaine et l'auteure de « Mad, Bad & Sad : une histoire des médecines de l'esprit » (Virago / Little Brown, 2008).
Depuis 2016, elle est élue présidente de la « Royal Society of Literature » à Londres.

## Distinctions honorifiques
- - Dame des Arts et des Lettres (1987)
- - OBE (2013) 
  - - FRSL (2015)[3].